# Fernanda Alvarenga
Fernanda Nunes Alvarenga (Brasília, 20 de agosto de 1986) é uma nadadora brasileira. 

## Trajetória esportiva
Participou os Jogos Sul-Americanos de 2006 e obteve a medalha de bronze nos 50 metros costas e nos 100 metros costas.
Nos Jogos Pan-Americanos de 2007 no Rio de Janeiro, ganhou o bronze nos 4x100 metros medley por participar das eliminatórias; posteriormente este resultado foi cassado devido ao doping de Rebeca Gusmão. Também participou dos 100 metros costas, onde foi à semifinal, mas em sua bateria ficou em sexto lugar e não obteve vaga à final, terminando na 12ª colocação geral. Também nadou os 200 metros costas, onde foi à semifinal, ficando em quarto lugar em sua bateria, não obtendo o tempo para se classificar à final.
Em 4 de setembro de 2008 bateu o recorde brasileiro dos 200 metros costas em piscina olímpica com a marca de 2m15s43.  Em 7 de maio de 2009 bateu o recorde sul-americano dos 200 metros costas em piscina olímpica, fazendo 2m12s32.  Melhorou em mais de dois segundos o seu próprio recorde, 2m14s88, feito em dezembro de 2008.
Nos Jogos Sul-Americanos de 2010 obteve a medalha de ouro nos 200 metros costas.
Integrou a delegação nacional que disputou os Jogos Pan-Americanos de 2011 em Guadalajara, no México e foi à final dos 200 metros costas, terminando em oitavo lugar.

### Recordes
Fernanda Alvarenga foi detentora dos seguintes recordes:
Piscina olímpica (50 metros)
- Ex-recordista sul-americana dos 200 metros costas: 2m12s32, obtidos em 7 de maio de 2009[10]